# 항공사 코드
항공사 코드(航空社 코드)는 IATA와 ICAO에서 지정한 항공사 지정자이다.

## IATA 항공사 지정자
IATA 항공사 지정자는 IATA 예약 코드라고도 불리며, 두 글자로 된 코드이고, IATA에서 설정하여 세계의 항공사들이 IATA 규정 762에 의해 공유를 한다. 영문자로 두 음절로 구성되어 있다.
이 지정자는 상업적 목적을 위해 항공사를 구분하기 위해 사용된다. 예약, 일정, 항공권, 결산, 정산 등에 사용된다. 세가지의 타입이 있는데, 중복되지 않는 것, 숫자/알파벳, 조절된 중복이 있다.
1987년부터 ICAO는 세 글자로 된 코드는 지정했는데, IATA에 의해 채택되었지만, IATA에서는 여전히 두 자의 정책을 고수하고 있다.
1. 항공사가 없어지면, 6개월 후에 재사용이 가능하다.
2. IATA는 조절된 중복을 발행한다.

## ICAO 항공사 지정자

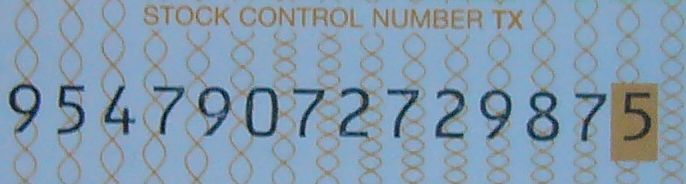
IATA 항공권 스톡(stock) 관리 번호

ICAO 항공사 지정자(ICAO airline designator)는 국제 민간 항공 기구(ICAO)에 의해 항공기 운영 기관, 항공 기관, 국제 항공에 관한 서비스에 할당되는 코드이다.

## 항공사 호출부호
각 항공사는 고유의 호출부호를 가지고 있다.

### 대한민국
- 대한항공 - KE
- 아시아나항공 - OZ
- 제주항공 - 7C
- 진에어 - LJ
- 에어부산 - BX
- 이스타항공 - ZE
- 티웨이항공 - TW
- 에어서울 - RS
- 플라이강원 - 4V
- 하이에어 - 4H
- 에어제타 - KJ
- 에어로케이항공 - RF
- 에어프레미아-YP

### 태국
- 타이항공 - TG
- K-Mile 항공 - 8K
- 녹에어 - DD
- 방콕항공 - PG
- 에어 피플 인터내셔널 - 3D
- 타이 에어아시아 - FD
- 타이 스마일 항공 - WE
- 제트 아시아 항공 - JF
- 타이 비엣젯 항공 - V9

### 일본
- 일본항공 - JL
- 전일본공수 - NH
- 바닐라에어 - JW
- 피치 항공 - MM
- 에어재팬 - NQ

### 중화인민공화국
- 중국국제항공 - CA
- 중국남방항공 - CZ
- 중국동방항공 - MU
- 중국해남항공 - HU
- 상하이항공 - FM
- 샤먼항공 - MF
- 춘추항공 - 9C
- 칭다오항공-QW
- 캐피탈항공-JD
- 길상항공(준야오항공)-HO
- 캐세이퍼시픽(홍콩) - CX
- 캐세이 드래곤(홍콩) - KA
- 홍콩익스프레스(홍콩) - UO
- 에어 마카오(마카오) - NX

### 중화민국
- 중화항공 - CI
- 에바항공 - BR

### 조선민주주의인민공화국
- 고려항공 - JS

### 미국
- 아메리칸항공 - AA
- 델타항공 - DL
- 유나이티드항공 - UA
- 하와이안 항공 - HA
- 알래스카항공 - AS
- 사우스웨스트항공 - WN
- 버진 아메리카 - VX

### 영국
- 영국항공 - BA

### 독일
- 루프트한자 - LH

### 아랍에미레이트
- 에미레이트항공 - EK

## 같이 보기
- IATA 공항 코드